# Caerorhachis
Caerorhachis вимерлий рід ранніх чотириногих з раннього карбону в Шотландії, ймовірно, з серпуховського етапу. Його місце розташування в межах Tetrapoda невідоме, але зазвичай його вважають примітивним членом групи. Типовий вид C. bairdi був названий у 1977 році.

## Палеобіологія
Вважається, що Caerorhachis вів переважно наземний спосіб життя. У нього відсутні бічні лінії вздовж черепа, які служили адаптацією для попередніх водних чотириногих та їхніх предків. Великі, добре розвинені кінцівки свідчать про те, що він міг пересуватися по суші краще, ніж інші ранні чотириногі, такі як колостеїди та бафетиди. Роберт Холмс і Роберт Л. Керролл, перші, хто описав Caerorhachis, інтерпретували його як «тварину, яка проводить більшу частину свого життя у вологому мулі на берегах ставків чи струмків, харчуючись викинутою на мілину рибою, або час від часу заглядаючи у воду, щоб ловити водних личинок інших земноводних».